# Emma Watson
Emma Charlotte Duerre Watson (París, 15 de abril de 1990) es una actriz, modelo y activista británica, conocida principalmente por haber interpretado el personaje de Hermione Granger en la saga de películas de Harry Potter. 
Fue elegida para interpretar a Hermione a la edad de nueve años, después de haber participado anteriormente solo en obras de teatro escolares. Protagonizó, junto con Daniel Radcliffe y Rupert Grint, las ocho películas de la serie cinematográfica. Debido a su trabajo en Harry Potter, ha sido galardonada con varios premios y se estima que ha ganado 26 millones de libras esterlinas.
Hizo su primera aparición fuera de Harry Potter en la película para televisión Ballet Shoes transmitida por BBC One el 26 de diciembre de 2007 y obtuvo una audiencia de 5,2 millones. En 2008, prestó su voz para la princesa Pea en la película animada The Tale of Despereaux, basada en el libro homónimo de Kate DiCamillo. En 2011 participó en My Week with Marilyn, su primer trabajo después de finalizar la saga de Harry Potter. En 2012 protagonizó junto a Logan Lerman, la película The Perks of Being a Wallflower, basada en la novela homónima de Stephen Chbosky, en 2013 actuó en The Bling Ring, película de Sofia Coppola basada en hechos reales, y en 2014 apareció en Noé, la epopeya bíblica de Darren Aronofsky.
Aunque el interés principal de Watson es la actuación, también hace trabajos relacionados con la moda. Su debut en el modelaje se produjo en 2009, después de protagonizar la campaña británica otoño/invierno de la marca Burberry. También apareció en la campaña primavera/verano 2010 de Burberry. 
A partir de 2011, se convirtió en el rostro de Lancôme, después de haber realizado cuatro campañas para la marca. También colaboró como estilista conjuntamente con la People Tree y con la italiana Alberta Ferretti, con el fin de producir colecciones de ropa ecológica. En octubre de 2013 fue elegida mediante una encuesta a nivel mundial realizada por la revista británica Empire como la mujer más sexi de las estrellas del cine.

## Biografía
Hija de los abogados británicos Jacqueline Luesby y Christopher Watson, ambos graduados de la Universidad de Oxford, Emma Charlotte Duerre Watson nació en París (Francia), donde vivió hasta la edad de cinco años, cuando sus padres se divorciaron y ella se mudó con su madre y su hermano menor, Alexander, a Oxford (Gran Bretaña). Watson y su hermano pasaban los fines de semana en casa de su padre en Londres. También tiene un hermano llamado Toby y dos hermanas llamadas Nina y Lucy, ambas gemelas, frutos del segundo matrimonio de su padre. Después de haber vivido una época de su vida en Francia, habla un poco de francés, aunque no tan bien como antes. Antes de comenzar la escuela, Watson fue diagnosticada hiperactiva (TDAH). Toma Ritalin desde entonces.
Después de mudarse, comenzó sus estudios en la escuela privada Dragon School de Oxford, en la que permaneció hasta 2003. A los seis años de edad empezó a sentir interés en convertirse en actriz y comenzó estudios paralelos de canto, danza y teatro en Stagecoach Theatre Arts, donde participó en varias obras de teatro como Arturo: los años jóvenes y El príncipe feliz y otros cuentos, pero sin llegar a actuar profesionalmente. Después de salir de la Dragon School, asistió hasta 2007 a Headington School, una escuela privada para niñas, también en Oxford, donde participó en los equipos de hockey y baile. Durante el rodaje de Harry Potter, Watson y sus compañeros de reparto tenían cinco horas de clases diarias con profesores particulares, pues no era posible asistir a la escuela.[cita requerida]

## Carrera

### 2001-2011:Harry Potter

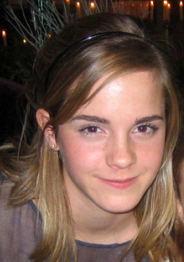
Watson en la premier de Harry Potter y el cáliz de fuego, en noviembre de 2005.

En el año 2000 comenzaron los castings para Harry Potter y la piedra filosofal, la adaptación cinematográfica del superventas homónimo de la novelista británica J. K. Rowling. La principal preocupación de los directores de casting era encontrar a los actores adecuados para interpretar los papeles del trío protagonista: Harry Potter y sus dos compañeros Hermione Granger y Ron Weasley, sus dos mejores amigos. Los encargados del casting encontraron a Watson mediante su profesora de teatro en Oxford y los productores quedaron gratamente impresionados por la confianza que tenía la joven en sí misma. Tras ocho audiciones, el productor David Heyman les comunicó a Watson, Daniel Radcliffe y Rupert Grint, que habían sido seleccionados para interpretar a los personajes principales Hermione Granger, Harry Potter y Ron Weasley, respectivamente. La autora de la novela, Rowling, ya había mostrado su apoyo hacia Watson desde que vio su primera prueba.
Su debut como Hermione Granger llegó en 2001 con el estreno de Harry Potter y la piedra filosofal. La película batió récords de taquilla durante su primer fin de semana, siendo la producción más taquillera de ese año y batió récords de mayor recaudación en un día de estreno (31,6 millones de dólares) y de mayor recaudación en un fin de semana (93,5 millones de dólares) en Estados Unidos. Fue la película más taquillera del año con un ingreso global de 974,8 millones de dólares. La crítica elogió, mayoritariamente, el trabajo del joven trío protagonista, haciendo hincapié en la interpretación de Watson. El periódico inglés The Daily Telegraph describió su trabajo como «admirable», e IGN afirmó que «se adueñó de la función». Watson fue nominada a cinco premios por su trabajo y logró el Young Artist a la mejor interpretación juvenil como protagonista (Young Artist Award for Leading Young Actress).
Al año siguiente, retomó el papel de Hermione en Harry Potter y la cámara secreta, la segunda entrega de la serie. Aunque la película recibió críticas mixtas por su ritmo y su dirección, los críticos en general, valoraron positivamente el trabajo del reparto. Los Angeles Times dijo que Watson y sus dos compañeros habían madurado desde la primera película, mientras que The Times criticó al director Chris Columbus por «rebajar» la presencia del personaje de Hermione en comparación con los otros dos protagonistas. Watson recibió un premio Bravo Otto por su trabajo, otorgado por la revista alemana Die Welt.

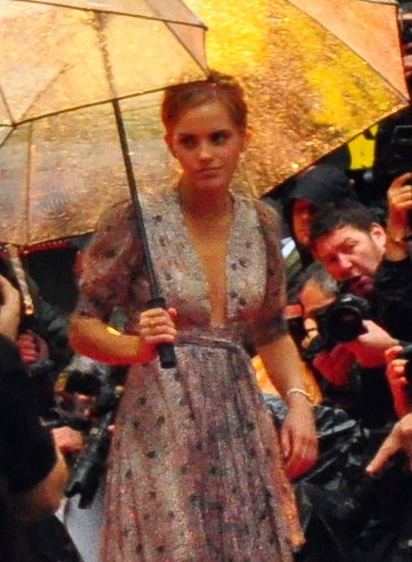
Watson en la premier de Harry Potter y el misterio del príncipe, en julio de 2009.

En mayo de 2004 fue lanzada Harry Potter y el prisionero de Azkaban, la tercera película de la serie. Se sintió realizada por su personaje, que desempeñó un papel más importante en esta película, y la definió como «carismática y fantástica para interpretar». Si bien la crítica no había apreciado mucho la actuación de Daniel Radcliffe como el personaje del título, etiquetándolo de «torpe», la actuación de Watson fue bien recibida. El New York Times la elogió comentando que «afortunadamente, la suavidad del sr. Radcliffe se compensa con la inmensa impaciencia de la señorita Watson. Harry puede mostrar sus nuevas habilidades en la hechicería, pero es Hermione quien recibe los aplausos más fuertes por dar un puñetazo en la nariz a Draco Malfoy, merecidamente». Aunque El prisionero de Azkaban fuera la película con la más baja recaudación de la serie (796,7 millones de dólares), Watson ganó el premio a la mejor actuación infantil de Total Film y un premio Otto de la revista alemana Bravo.
Con el estreno en 2005 de Harry Potter y el cáliz de fuego, tanto Watson como la serie superaron todos los registros anteriores. La película batió récords de taquilla en su primer fin de semana, tanto en Estados Unidos como en el Reino Unido, así como también respecto a las anteriores entregas de la serie. La crítica elogió la creciente madurez de Watson y sus dos compañeros de reparto; The New York Times definió su interpretación como «de una seriedad conmovedora». Para ella, gran parte del humor de la película surgió a raíz de la tensión del trío protagonista mientras maduran. Afirmó: «Me emocionaban todas las discusiones (…) Creo que es mucho más realista que los protagonistas discutan y surjan problemas entre ellos». Nominada para tres premios por El cáliz de fuego, Watson fue galardonada con un Bravo Otto de bronce. Ese mismo año se convirtió en la persona más joven en aparecer en la portada de la revista Teen Vogue. En 2006 interpretó a Hermione en The Queen's Handbag (Children's Party at the Palace), un mini episodio especial de Harry Potter para celebrar el 80 cumpleaños de la reina Isabel II.

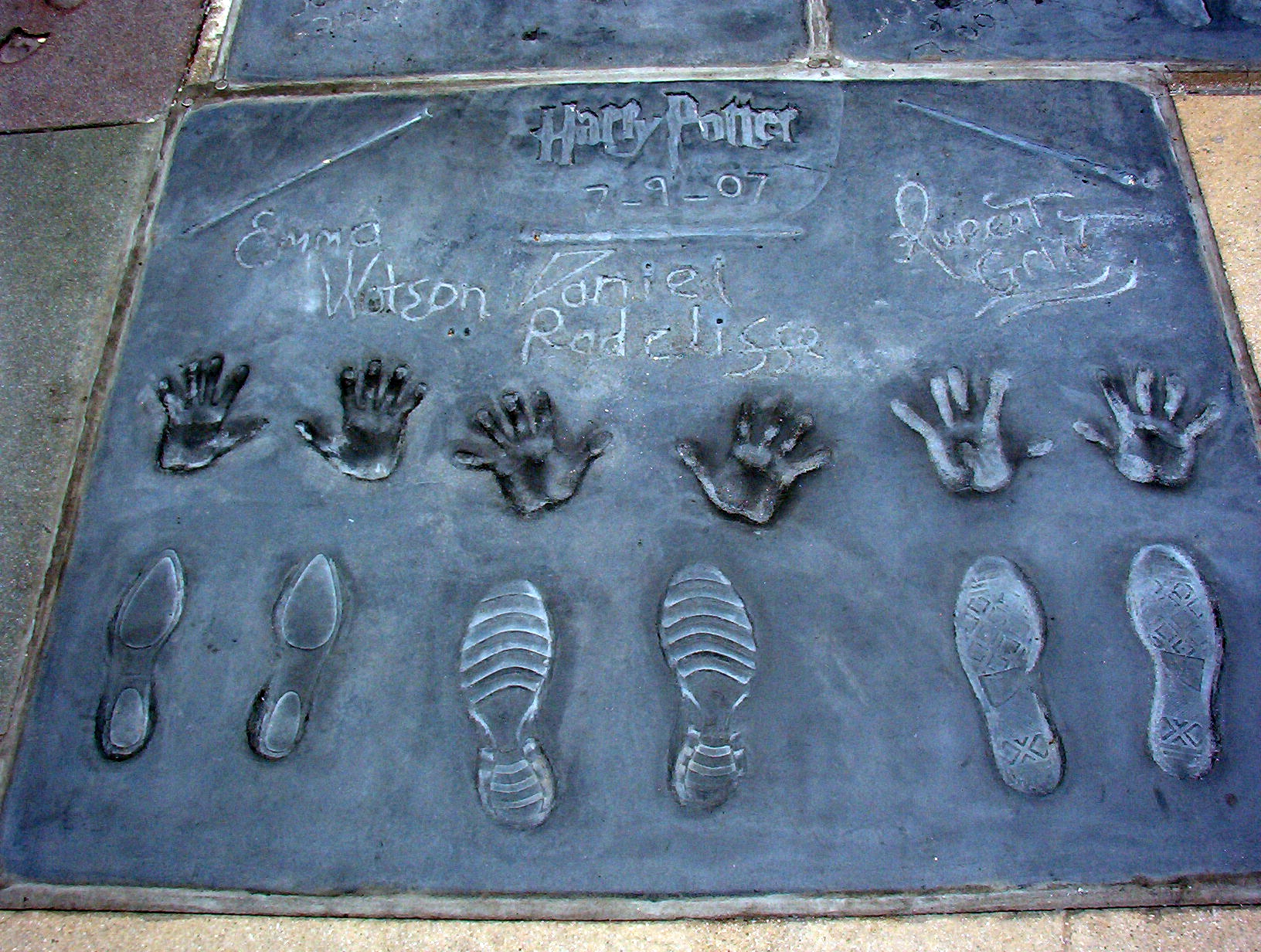
Huellas de las manos, pies y varitas de Emma Watson, Daniel Radcliffe y Rupert Grint frente al Grauman's Chinese Theatre.

La quinta entrega de la franquicia de Harry Potter, Harry Potter y la Orden del Fénix, estrenada en 2007, fue todo un éxito financiero: estableció la cifra récord, a nivel mundial, de 333,7 millones de dólares en su primer fin de semana. Watson ganó el primer National Movie Award a la mejor interpretación femenina y el premio a la mejor actriz en los Nickelodeon Kids' Choice Awards. El 9 de julio de 2007, ella y sus compañeros Daniel Radcliffe y Rupert Grint, dejaron las huellas de sus manos, pies y varitas frente al Grauman's Chinese Theatre en Hollywood.
A pesar del éxito de La Orden del Fénix, el futuro de la franquicia se rodeó de dudas, ya que los tres actores principales no se decidían a firmar para continuar con sus papeles durante las dos últimas películas. Radcliffe firmó para las susodichas, pero Emma fue mucho más indecisa. Explicó que tomar la decisión no fue fácil, ya que la serie seguirá dominando su vida tres o cuatro años más, pero que a la larga le reportaría «más ventajas que inconvenientes» y admitió que ella «nunca podría dejar el papel de Hermione», Watson firmó el contrato en marzo de 2007. A cambio de comprometerse con las películas finales, el pago de Watson se duplicó a 2 millones de libras esterlinas por película. El rodaje de la sexta película comenzó a finales de 2007, las escenas de Watson fueron filmadas desde diciembre de 2007 hasta mayo de 2008.

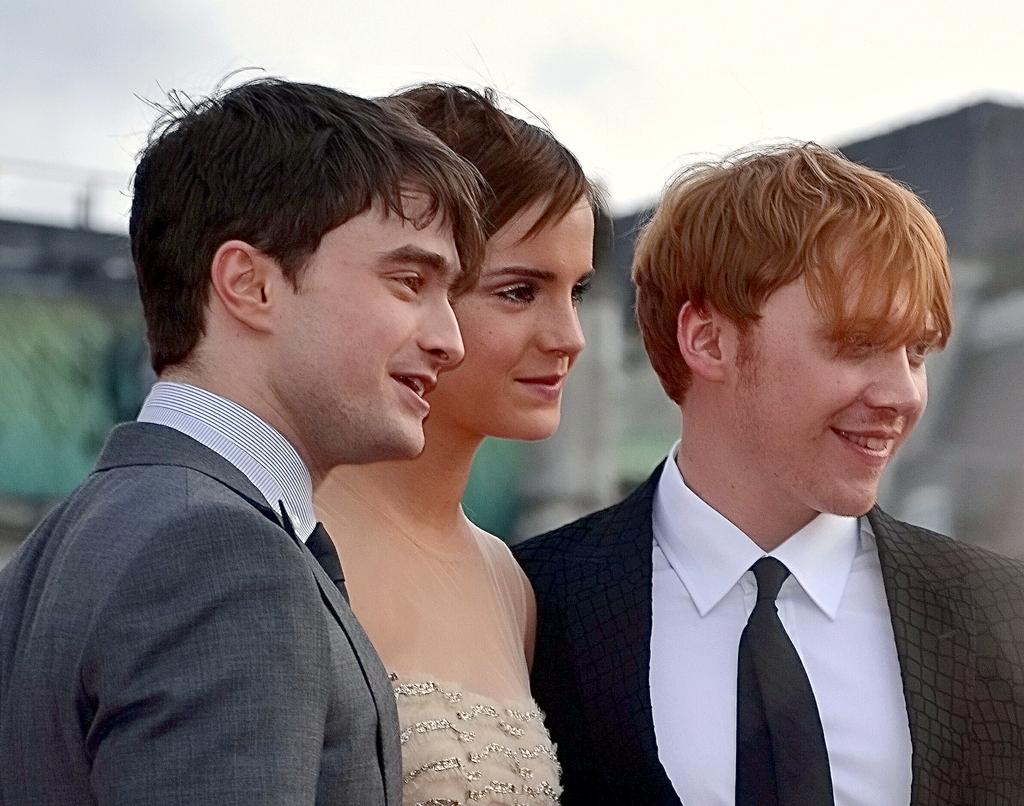
Watson con Radcliffe (izquierda) y Grint (derecha) en la premier londinense de Harry Potter y las reliquias de la Muerte: parte 2, en julio de 2011.

La sexta película de la serie, Harry Potter y el misterio del príncipe, originalmente prevista para noviembre de 2008, se estrenó el 15 de julio de 2009. La película batió récords de mayor taquilla por las sesiones nocturnas (22 millones de dólares) y de mayor taquilla mundial durante el día de apertura (104 millones de dólares). Debido a que los protagonistas ya eran mayores, los críticos estaban dispuestos a juzgar sus rendimientos de la misma forma que hacían con el resto de las estrellas de cine. El diario Los Angeles Times describió las actuaciones como «una guía completa de actuación contemporánea», The Washington Post comentó que Watson había dado «su rendimiento más encantador hasta la fecha», mientras que The Daily Telegraph describió a los actores principales como «recién liberados y llenos de energía, dispuestos a dar todo lo que tienen en lo que queda de la serie». Para ella fue un reto interpretar a Granger en esta película porque tenía que interpretarla mucho más emocional y vulnerable.
A comienzos de 2009, empezó a filmar la última entrega de la serie, Harry Potter y las reliquias de la Muerte. El rodaje concluyó a mediados de 2010.
Por motivos financieros y por el guion, el libro original se dividió en dos películas que se rodaron una tras otra. Harry Potter y las reliquias de la Muerte: parte 1 se estrenó en noviembre de 2010 y la parte 2 el 15 de julio de 2011. El rodaje de Harry Potter y las reliquias de la Muerte se realizó simultáneamente entre el 18 de febrero de 2009 y 12 de junio de 2010. Harry Potter y las reliquias de la Muerte: parte 1 fue lanzada en noviembre de 2010 y rompió el récord del Misterio del príncipe de mayor taquilla originada de las sesiones de medianoche (24 millones de dólares). El Daily Mail elogió el trabajo de Emma y se percató de que ella «maduró y se convirtió en una actriz de cine prometedora».
Con el mismo sentimiento, el Metro Times escribió que Watson «ha demostrado que ha crecido para ser una buena actriz, capaz de manejar emociones fuertes». Harry Potter y las reliquias de la Muerte: parte 2 fue lanzada en julio de 2011 y fue la primera y única película de la serie en ser lanzada en 3D, consiguiendo una taquilla mundial de más de 1000 millones de dólares. También rompió varios récords como el de mayor recaudación mundial de apertura (475,6 millones de dólares), de mayor recaudación en un solo día (92,1 millones de dólares), de mayor taquilla originaria de las sesiones de medianoche (43,5 millones de dólares) y de mayor debut en el mercado internacional (307 millones de dólares).
El 1 de enero de 2022 se estrenó el reencuentro oficial de la saga titulado Harry Potter 20th Anniversary: Return to Hogwarts en el cual participó junto con sus compañeros de reparto, diez años después del estreno de la última película de la saga.

### Otros proyectos actorales

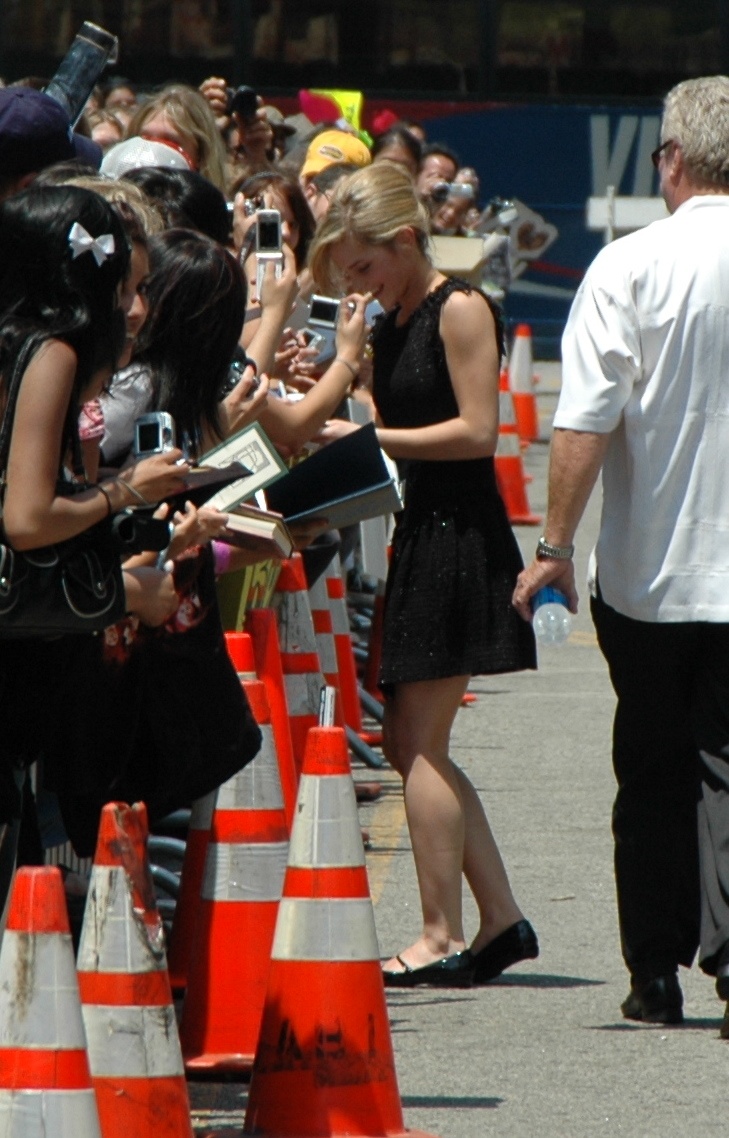
Emma Watson firmando autógrafos en 2007

Para 2006, Radcliffe y Grint ya habían expresado su deseo de continuar con sus futuras carreras como actores. Watson, en cambio, manifestó su incertidumbre acerca de sus planes de futuro. En una entrevista para la revista Newsweek ese año, dijo: «Daniel y Rupert parecen tenerlo claro (…) Me encanta actuar, pero hay otras muchas cosas que me gustaría hacer». Además expresó su interés en estar en un filme musical al finalizar la saga Harry Potter.
El primer papel de Watson fuera de la serie Harry Potter fue en la película para televisión Ballet Shoes, estrenada en 2007 y adaptación de la novela del mismo nombre de la escritora británica Noel Streatfeild. Emma declaró: «Estaba todo preparado para volver a la escuela tras finalizar el rodaje de Harry Potter y la Orden del Fénix, pero no pude resistirme a Ballet Shoes. Adoro esa historia». En esta adaptación televisiva a cargo de la BBC, Watson interpreta a la aspirante a actriz Pauline Fossil, la mayor de tres hermanas a través de las cuales gira la historia. La directora Sandra Goldbacher comentó que «Emma era perfecta para interpretar a Pauline (…) desprende un aura de delicadeza que hace que quieras mirarla y mirarte en ella, una y otra vez». Por su parte, declaró: «Pauline está obsesionada con actuar y yo era igual cuando era más pequeña. Soñaba con eso. Practicaba frente a los espejos y me sentía la reina del drama. Solía llorar, gemir y gritar, y las pequeñas cosas se fueron transformando en grandes. No sé si mis padres lo llegaban a soportar». El papel requirió que Watson se tiñera el pelo de rubio. Ballet Shoes se estrenó el 26 de diciembre de 2007 (Boxing Day) en el Reino Unido, con una audiencia estimada de 5,2 millones de telespectadores (22 % de la audiencia compartida). En general, la película recibió críticas negativas. The Times la describió como una producción que «va progresando con pequeños momentos emocionantes, mágicos o dramáticos».
También ha participado en la producción de animación The Tale of Despereaux, hecho que Watson ya había anunciado en julio de 2007 en su sitio oficial. The Tale of Despereaux se estrenó el 19 de diciembre de 2008 en el Reino Unido, Estados Unidos y España. En esta película, Watson presta su voz al personaje de la princesa Pea. Se trata de una comedia destinada al público infantil, en la que también actúan Matthew Broderick y Tracey Ullman, así como también su compañero de la saga Harry Potter, Robbie Coltrane, entre otros.
En 2010 participa en el vídeo musical de la canción «Say You Don't Want It», perteneciente a la banda One Night Only, después de conocer al cantante principal, George Craig, en una campaña de Burberry ese mismo año.

### 2011-2021

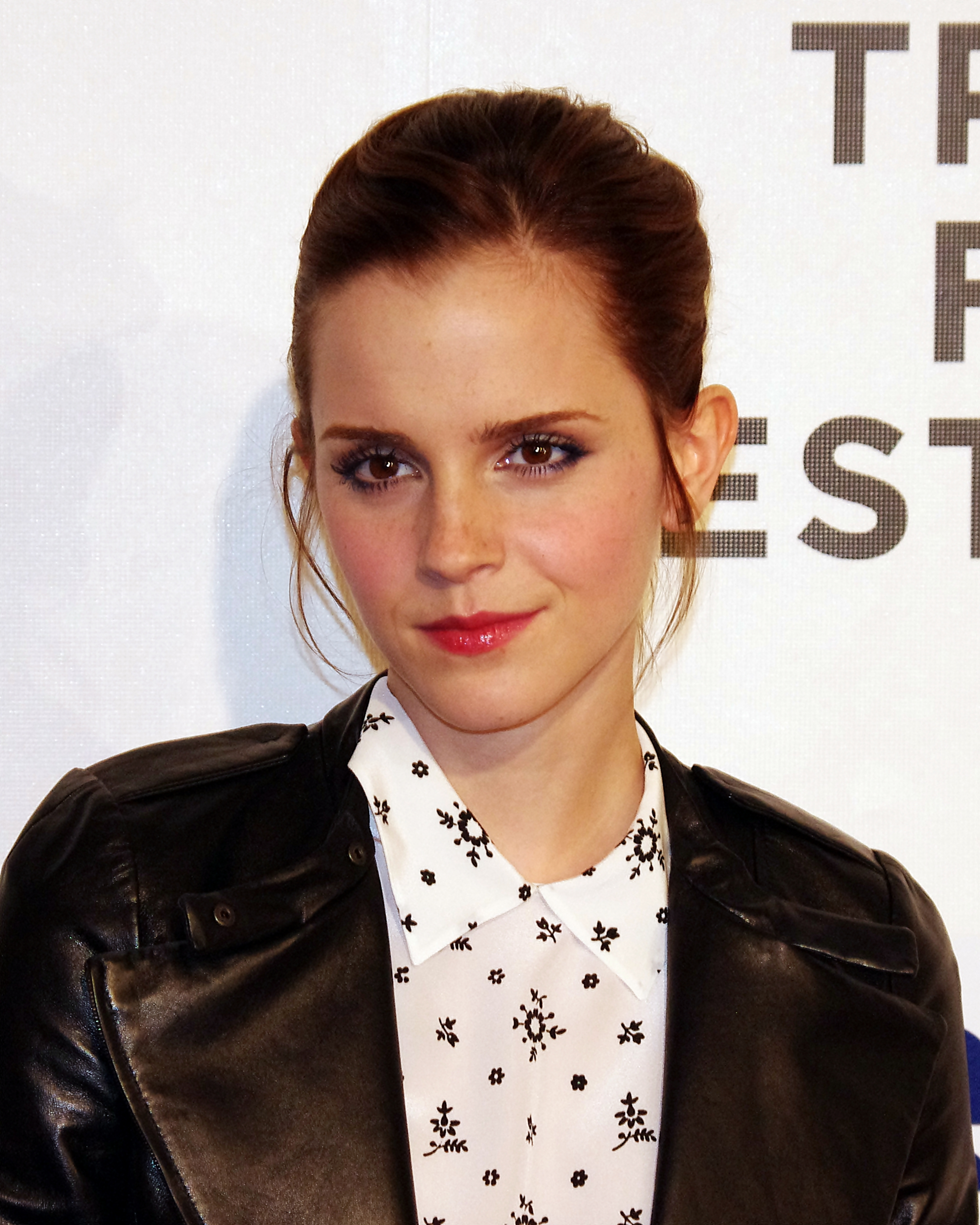
Emma Watson en el Festival de Cine de Tribeca de 2012

En su primer trabajo después de finalizada la serie de Harry Potter, Watson hizo una pequeña pero importante participación en la película My Week with Marilyn, lanzada en noviembre de 2011. Emma interpretó a Lucy, una asistente de vestuario que se involucra con el protagonista Colin Clark en el momento en que este trabaja como asistente del director Laurence Olivier en The Prince and the Showgirl, y se involucra con la estrella de cine, Marilyn Monroe, formando un triángulo amoroso. La escalada de Watson fue anunciada en septiembre de 2010. También se anunció que su participación sería filmada en pocos días para que no hubiese un largo período de interrupción en sus clases de la universidad. Simon Curtis, el director de la película, adjetivó el casting de Watson como «adecuado». Uno de los productores de la película, Harvey Weinstein, elogió a Watson, diciendo que «ella tiene un don para la comedia y el drama […] siento que trabajaremos juntos muchas veces en el futuro».
En mayo de 2010 se informó de que estaba en negociaciones para protagonizar The Perks of Being a Wallflower, película basada en la novela homónima de Stephen Chbosky. Su participación fue confirmada en febrero de 2011. Preguntado por la escalada de Watson, el autor del libro y también director y guionista de la película, Stephen Chbosky, expuso que «si fuera a retratar verdaderamente a Sam […] necesita a alguien que la incoporase – alguien amable y generosa como Emma». Además, añadió que «sólo sabía que ella era la elección correcta», porque para él, Watson «es más parecida a Sam que cualquier personaje que ha interpretado». El rodaje tuvo lugar en Pittsburgh, de mayo a junio de 2011. La película fue lanzada en septiembre de 2012 y logró una taquilla mundial de 33,3 millones de dólares.
En marzo de 2012, confirmó que tendría un papel protagónico en el filme The Bling Ring, dirigido por Sofia Coppola.
 Su personaje, Nicki, se basa en Alexis Neiers, uno de los miembros de la pandilla verdadera. Para Watson, el personaje es todo lo que ella rechaza: «es superficial, materialista, vanidosa, amoral […] sin embargo, es interesante para interpretar». Cuando se le preguntó sobre el papel de Watson, la directora Sofia Coppola señaló que «es muy divertido verla tan diferente […] siempre quedaba sorprendida en el set al verla convertirse en ese personaje». La película fue elegida para abrir la categoría Un certain regard en Festival de Cine de Cannes 2013.
También en 2012, fue seleccionada para interpretar el papel de Ila en la película bíblica-épica Noé, dirigida por Darren Aronofsky. Siendo confirmada en junio de 2012, la película fue prevista para su lanzamiento en marzo de 2014. En abril de 2012, Watson comenzó las negociaciones para hacer una aparición en la que se interpretaría a sí misma en This Is the End, película que muestra las celebridades en una fiesta en este momento en que ocurre el Apocalipsis. Su participación fue confirmada en el mes siguiente. La película se estrenó en junio de 2013.
El 5 de febrero de 2014 se confirmó que se uniría al elenco de Regresión junto a Ethan Hawke, David Dencik, Devon Bostick y su compañero de Harry Potter, David Thewlis. El rodaje se realizó íntegramente en Toronto (Canadá) y comenzó el 15 de abril de 2014. La película tuvo su estreno mundial en el Festival Internacional de Cine de San Sebastián el 18 de septiembre de 2015, fue estrenada el 2 de octubre de 2015 en España y el 9 de octubre en el Reino Unido. También en 2014 se confirmó que ella y Daniel Brühl interpretarían a una pareja en la película Colonia, de Florian Gallenberger, basada en los hechos reales ocurridos en el contexto del golpe y del régimen militar chileno. La película comenzó a grabarse el 2 de octubre de 2014 en Luxemburgo y en Buenos Aires (Argentina) a principios de 2015. Se estrenó en el Festival Internacional de Cine de Toronto el 13 de septiembre de 2015. También fue proyectada en el Festival de Berlín el 12 de febrero de 2016. Fue lanzada el 15 de abril de 2016 en Estados Unidos y Canadá, y el 18 de febrero de 2016 en Alemania. Ambas películas recibieron críticas mayormente negativas.[cita requerida]
El 26 de enero de 2015 se anunció que Emma interpretaría a Bella, en el remake del clásico de Disney, La bella y la bestia. El rodaje comenzó en los Estudios Shepperton de Londres el 18 de mayo de 2015 y la película se estrenó finalmente el 17 de marzo de 2017, consiguiendo recaudar 1.260.998.471 dólares a nivel mundial, convirtiéndose en la segunda película con más éxito en taquilla de 2017. Precisamente por el proyecto de La bella y la bestia, tuvo que rechazar por problemas de agenda su interpretación en La La Land, el drama musical de Damien Chazelle en donde la actriz iba a encarnar al personaje principal de Mia Dolan. El 28 de abril de ese año se estrenó la película The Circle, interpretada por Watson junto a Tom Hanks y John Boyega.
En 2018, sustituyó a Emma Stone como actriz en la película Mujercitas, de Greta Gerwig. Stone estuvo comprometida con la promoción de La favorita, en cuyo reparto figuraba, por lo que no pudo estar entre el elenco de Mujercitas.
En 2023, en una entrevista para la franquicia británica de Vogue, Watson manifestó que estaba contenta acerca de haberse separado de la actuación y que ha ganado un espacio creativo más autónomo donde ha construido su propia voz.

### Relación con la moda

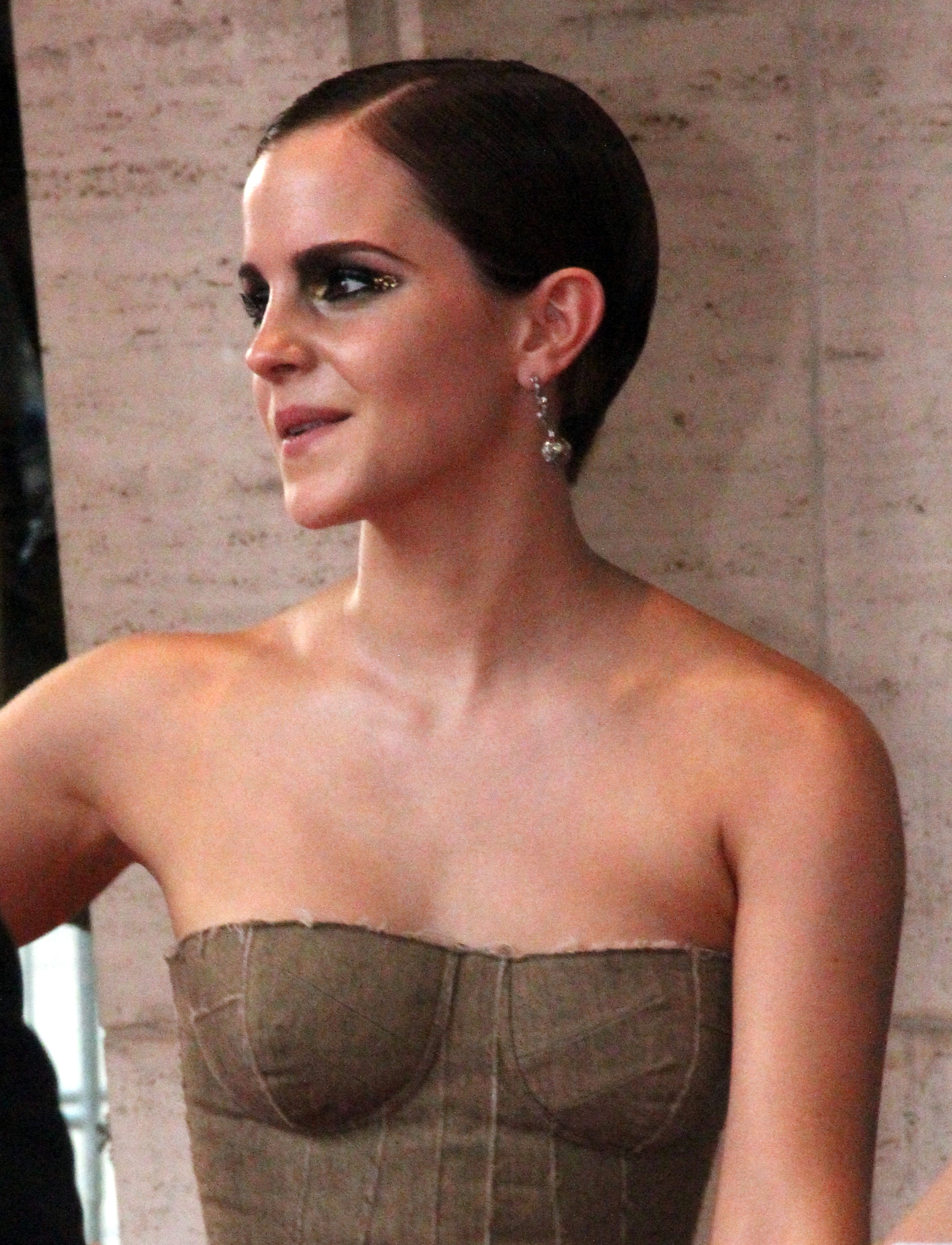
Watson en el estreno en Nueva York de Harry Potter y las reliquias de la Muerte: parte 2, en julio de 2011.

En 2007 se anunció que había firmado con Storm, una agencia de modelos británica. Poco después, se difundieron rumores de que iba a firmar un contrato por tres millones de libras para sustituir a Keira Knightley como el rostro de la campaña de fragancia Coco Mademoiselle, de la marca Chanel.Sin embargo, se desmintieron los rumores por la propia Chanel.
En junio de 2009, después de semanas de especulaciones, se confirmó que haría su debut como modelo como el rostro de la campaña de otoño/invierno 2009 de la diseñadora Burberry. Christopher Bailey, director creativo de la marca, informó conocer y admirar a Watson, en este sentido, «ella era una elección obvia para esta campaña […] también tiene una belleza clásica, una gran personalidad y un toque de modernidad». Watson también apareció en la campaña primavera/verano de 2010 de la misma marca, junto con su hermano Alex, el músico George Craig, y los modelos Max Hurd y Matt Gilmour. El famoso fotógrafo peruano, Mario Testino, fue el responsable de las imágenes en las dos colecciones. Cuando representó a Burberry, las ventas de la marca aumentaron más de un 24%. Después de la segunda colección, fue reemplazada por la modelo británica Rosie Huntington-Whiteley.
También en 2009, se anunció que colaboraría libremente con People Tree, una marca de moda de comercio justo, y para ser la cara de una colección de ropa de diseño ecológico enfocada a un público de entre 16 y 24 años, con el propósito de recaudar fondos para la People Tree Foundation. Watson trabajó en la colección durante la noche, después de un día de rodaje, o cualquier fin de semana que tenía libre, y realmente se involucró en el proceso de producción. La colección fue lanzada en febrero de 2010. Watson continuó colaborando con People Tree y lanzó dos colecciones más, una en agosto de 2010 y otra en febrero de 2011.
En febrero de 2011, recibió de las manos de la diseñadora Vivienne Westwood el premio Icono de Estilo de la revista Elle británica. En marzo de 2011, junto con la diseñadora italiana Alberta Ferretti, lanzó otra colección de ropa ecológica llamada Temas Pure de Emma Watson Alberta Ferrettia, y anunció, por medio de su Twitter, que sería la nueva cara de la marca de cosméticos francesa, Lancôme. También es la persona más joven en ser la imagen de la marca. Desde 2011, Watson es el rostro de Lancôme e hizo cuatro campañas para la marca.
Según Watson, la moda le dio la oportunidad de tener una identidad fuera de la serie de Harry Potter, así que tuvo la oportunidad de crear su propio estilo y reinventarse a sí misma por su forma de vestir y sus cortes de cabello.
En junio de 2020 fue nombrada la miembro más joven de la junta directiva de Kering, propietario de varias marcas de moda como Gucci e Yves Saint Laurent. Presidirá el comité de sostenibilidad de Kering. El presidente de Kering, François-Henri Pinault, elogió los «conocimientos y competencias de los nuevos miembros de la junta, y la multiplicidad de sus antecedentes y perspectivas». Watson declaró que «esperaba influir en las decisiones que afectarán a las generaciones futuras y al mundo que les dejamos», estaba «extremadamente emocionada» de colaborar en la lucha por los derechos de la mujer con la Fundación Kering y esperaba seguir avanzando para marcar la diferencia «entre bastidores».

## Filantropía y sostenibilidad ambiental
Watson admite que su interés por el medio ambiente estuvo influenciado por una profesora de geografía y un viaje a Bangladesh donde veía personas de su misma edad trabajando en fábricas de ropa.  En septiembre de 2009, anunció su asociación con la marca de moda People Tree, una marca de moda de comercio justo, trabajando como «asesora creativa» para crear una línea de ropa de primavera, que fue lanzada en el 2010; esta contenía estilos inspirados por el sur de Francia y la ciudad de Londres. La colección fue descrita por The Times como «muy inteligente»; Watson comentó que «la moda es una gran manera de capacitar a las personas y darles destrezas, en vez de dar dinero a la caridad puedes ayudar a la gente comprando los diseños que hacen y así apoyar lo que los enorgullece». Continuó su participación en People Tree con la colección otoño/invierno 2010.En 2009, colaboró gratuitamente con dicha marca para ser la imagen y la estilista de una colección de ropa ecológica, con el fin de recaudar fondos para la People Tree Fundation. La colección se inició en 2010 durante un evento organizado por el príncipe Carlos para promover la conciencia ambiental.Por tratarse una empresa de comercio justo que ayuda a las familias de los países emergentes a salir de la línea de pobreza y que contribuye a una mejor oportunidad en la vida, viajó a Bangladés como representante de People Tree para entender el proceso de producción y conocer a las personas que fabrican la ropa, que describió como «una experiencia increíble y única». Watson informó creer que People Tree es un ejemplo a seguir en cuestión de la sostenibilidad y humanitarismo.
En junio de 2011, aceptó posar para el artista británico Mark Demsteader, en el sentido de producir una colección de 30 cuadros de pintura realizados con diferentes técnicas como el aguada, carboncillo, tinta y óleo. Al aceptar la invitación, pidió que el 10% de las ganancias por la venta de las pinturas fueran donadas a la CAMFED International, una organización no gubernamental (ONG) británica que trabaja en las zonas rurales africanas que busca introducir a niñas en el ámbito escolar facilitándoles libros, uniformes y otros suministros necesarios. En septiembre de 2012,  terminó representando a CAMFED Internacional como su embajadora oficial, por apoyar la causa de la importancia del estudio de la vida de un individuo y en la construcción de la sociedad, y declaró haber quedado «feliz de apoyar a Camfed y el trabajo increíble que ellos hacen».
En 2013 posó para las fotos a favor de la campaña Natural Beauty, del fotógrafo estadounidense James Houston, con el propósito de recaudar fondos para la Global Green USA, una organización no gubernamental centrada en la sustentabilidad y la preservación del medio ambiente. La exposición fue lanzada el 22 de abril, en el Día de la Tierra, en Nueva York y Los Ángeles.

### Voz del movimiento HeforShe
El 20 de septiembre de 2014 en la ciudad de Nueva York, ante la asamblea de las Naciones Unidas, y como embajadora de la Buena Voluntad de la ONU Mujeres, dio un emotivo discurso en el que defendió la igualdad política, económica y social de los sexos, y en donde exhortó a mujeres y hombres a luchar por lo que ella llamó un movimiento por la libertad. Este hecho ha marcado un momento en la carrera de en donde se la puede ver como a una artista, filántropa y mujer comprometida con el feminismo.[cita requerida]

### Otros trabajos
En junio de 2008, la prensa británica informó que firmó un contrato de tres millones de libras esterlinas para promocionar la marca francesa de alta costura Chanel. Y que sería la imagen pública de Coco Mademoiselle, uno de los perfumes de la empresa, reemplazando a Keira Knightley. Esto fue después negado de parte de los dos lados.[cita requerida]
En junio de 2009, tras varios meses de rumores, confirmó que ella se asociaría con Burberry como el rostro de su nueva campaña; recibió un pago estimado de seis cifras por modelar en la colección otoño/invierno de Burberry. Más tarde apareció en la campaña primavera/verano [2010] de Burberry junto con su hermano Alex y los músicos George Craig y Matt Gilmour. Watson continuó su participación en la moda publicitaria al modelar para Lancôme en marzo de 2011.

## Vida privada

### Interés académico

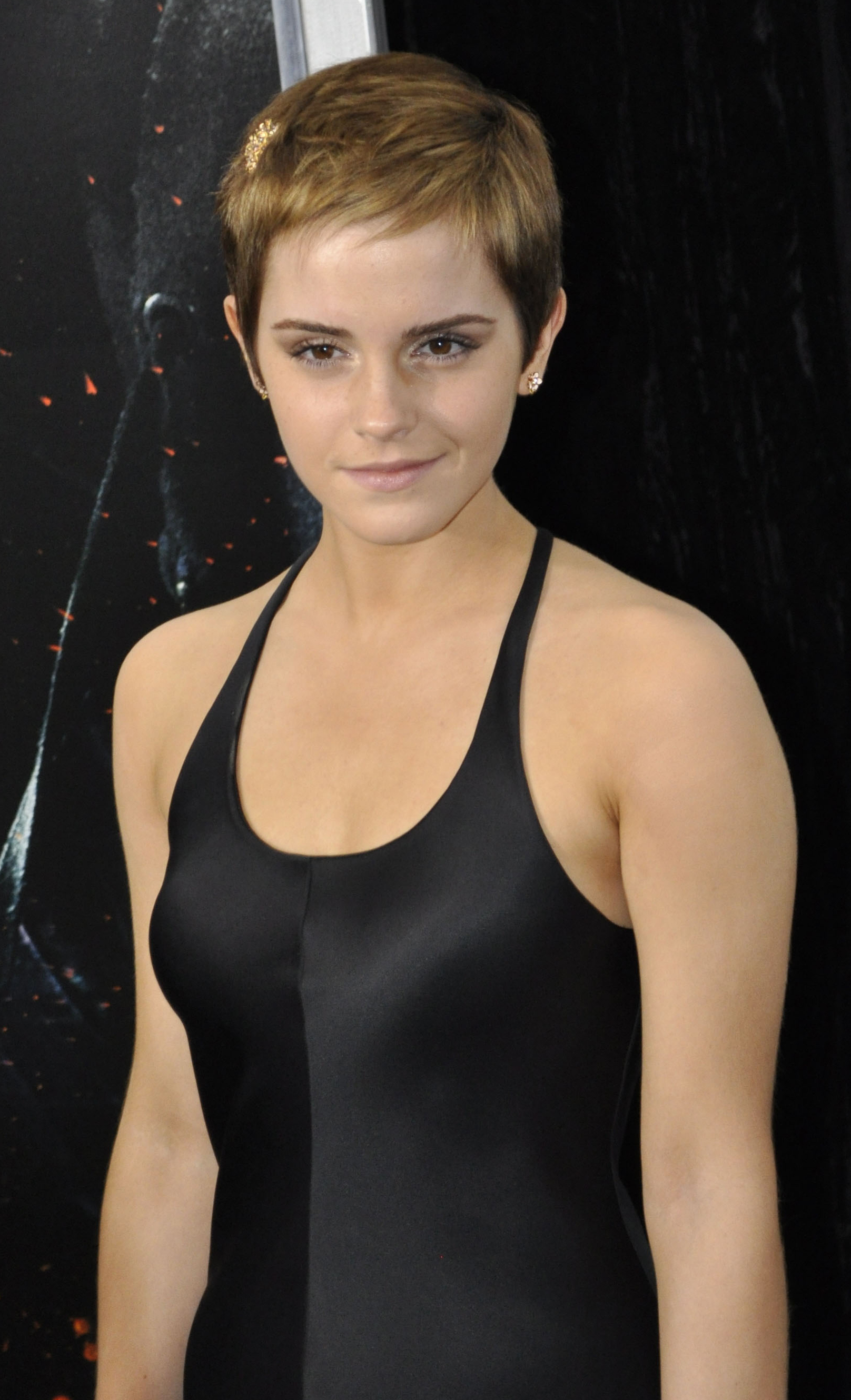
Watson en el estreno en Nueva York de Harry Potter y las reliquias de la Muerte: parte 1, en noviembre de 2010.

Incluso teniendo que conciliar los estudios y el rodaje, en junio de 2006, obtuvo el Certificado General de Educación Secundaria (General Certificate of Secondary Education o GCSE) con ocho A* (la más alta) y dos notas A (la segunda calificación más alta), lo que hizo que se convirtiera en blanco de burlas, pero ella lo vio como un elogio. En 2008 recibió tres A en su examen de niveles avanzados (A-Level o Advanced Levels) en Literatura inglesa, Geografía y Arte. Después de terminar la escuela secundaria, Watson tomó un tiempo para terminar el rodaje de Harry Potter and the Deathly Hallows, iniciado en febrero de 2009, antes de ir a la universidad.
En medio de varios rumores acerca de que universidad elegiría, se mostró reacia a comprometerse públicamente a cualquier institución y dijo que anunciaría su decisión por primera vez en su sitio web oficial. En julio de 2009, declaró que había elegido la Universidad Brown, ubicada en Providence (Rhode Island). En septiembre de 2009 comenzó a estudiar literatura inglesa en la Universidad Brown. Para Watson, estar en Brown la hizo salir de su zona de confort y sentirse muy orgullosa, porque se trasladó a un país diferente y fue capaz de probar nuevas cosas. En marzo de 2011 anunció que iba a posponer sus estudios para promocionar la última película de Harry Potter y centrarse en sus proyectos como actriz. Sin embargo, se matriculó en la Universidad de Oxford para estudiar inglés como un complemento del curso de Brown y dejó claro que regresaría a esta para formarse.
Siempre en busca de una vida normal, quiere seguir estudiando y decidida seguir adelante con su vida académica, porque «ama estudiar más que cualquier otra cosa» y no quiere perder «la oportunidad de asistir a la universidad debido a que es el momento de averiguar y saber si lo desea». Watson informó que quiere ir a la universidad y terminar sus estudios, siempre tratando de conciliarlos con su carrera de actriz. Sin embargo, mientras asistía a la universidad, Watson ha tenido que rechazar varias «ofertas increíbles» para actuar, porque no quería interrumpir sus clases visto que «la experiencia de la universidad es muy importante» y no desistirá. El 25 de mayo de 2014, Watson se graduó en la Universidad Brown con una licenciatura en literatura inglesa. En 2023 volvió a retirarse de los focos para hacer un máster en escritura creativa en Oxford.

### Relaciones sentimentales
Tuvo una relación durante dos años con el financiero Jay Barrymore, y rompió con él en marzo de 2010, debido a la distancia, ya que ella estaba involucrada con sus estudios en la Universidad Brown en Estados Unidos, mientras que continuó residiendo en Reino Unido. También en 2010 tuvo una breve relación con George Craig, líder de la banda One Night Only, y participó en uno de los vídeos musicales de la banda. Los dos se conocieron en la sesión de fotos para la campaña de otoño-invierno 2010 de Burberry, en la que eran modelos.
En mayo de 2011 fue fotografiada mientras caminaba con el actor Johnny Simmons, su compañero de reparto en The Perks of Being a Wallflower y surgieron sospechas de que los dos estaban en una relación, negada en la época. Sin embargo, en agosto de 2011, los dos fueron fotografiados besándose. En noviembre de 2011 se informó de que habían puesto fin a la relación, y ciertos rumores mencionaron que el motivo de dicho fin era el regreso de Watson a Reino Unido para estudiar en la Universidad de Oxford. Durante el festival de Coachella celebrado en abril de 2012, a Watson se la fotografió besándose con Will Adamowicz, su colega de la Universidad de Oxford.
En 2019 se le conoció una relación con el empresario estadounidense Leo Robinton.
En agosto de 2022 se dio a conocer una nueva relación de Emma Watson con Brandon Green, hijo del exdueño de Topshop.

### Relaciones familiares e intereses
La familia de Watson se había ampliado con los nuevos hijos que sus padres divorciados habían tenido con sus nuevas parejas. Para 2007, su padre tenía ya con su nueva esposa dos niñas gemelas de 2 años, Nina y Lucy, y un niño de 3 años, Toby. Y la nueva pareja de su madre aportó dos hijos más jóvenes que la propia Watson a los que la actriz «ve muy a menudo». El hermano de Watson, Alexander, ha aparecido como extra en las dos primeras películas de Harry Potter, y Nina y Lucy participaron en la adaptación de la BBC Ballet Shoes, interpretando a la joven Pauline Fossil.
Tras su llegada a Oxford con su hermano y su madre, se matriculó en el Dragon School, un colegio privado donde permaneció hasta junio de 2003, año en el que se matriculó en la escuela Headington, un colegio privado femenino, también en Oxford. Durante los rodajes, ella y sus dos compañeros recibían clases con un tutor privado unas cinco horas al día.
El trabajo de Watson en la franquicia de Harry Potter le ha proporcionado unas ganancias de más de diez millones de libras esterlinas y ha reconocido que no volverá a necesitar trabajar nunca más para ganar dinero. Sin embargo, se ha negado a abandonar los estudios para dedicarse como actriz a tiempo completo. Según Watson: «La gente no puede entender por qué no lo hago, pero la escuela me mantiene en contacto con mis amigos. En contacto con la realidad». Considera que su experiencia como actriz infantil ha sido positiva y que sus padres y sus amigos le han ayudado a hacer de esa experiencia algo único. Watson mantiene una estrecha relación con sus compañeros de reparto Tom Felton y Rupert Grint, que considera como su «inigualable apoyo» en las tensiones de los rodajes.
Afirma que sus intereses son bailar, cantar, el hockey sobre césped, el tenis, el arte y la música; se describe a sí misma como «feminista» y admira a los actores Russell Crowe y Johnny Depp, como así también a la actriz Julia Roberts.  Watson es una declarada seguidora del Chelsea habiendo sido vista en varias ocasiones presenciando partidos de dicho equipo de la liga inglesa de fútbol.
En 2022 junto a su hermano Alex incursionó en el negocio de las bebidas destiladas, con la marca de Gin Renais, producida en la bodega propiedad de su familia en la región vitícola de Chablis, en Francia. 

### Aparición en el escándalo de los Panama Papers
La actriz fue vinculada a una firma offshore en los Panama Papers llamada Fallen leaves Ltd. registrada en el despacho Mossack Fonseca.

## Filmografía

### Cine
| Año  | Película                                           | Personaje               |
| ---- | -------------------------------------------------- | ----------------------- |
| 2001 | Harry Potter y la piedra filosofal                 | Hermione Granger        |
| 2002 | Harry Potter y la cámara secreta                   | Hermione Granger        |
| 2004 | Harry Potter y el prisionero de Azkaban            | Hermione Granger        |
| 2005 | Harry Potter y el cáliz de fuego                   | Hermione Granger        |
| 2007 | Harry Potter y la Orden del Fénix                  | Hermione Granger        |
| 2008 | The Tale of Despereaux                             | Princesa Pea (voz)      |
| 2009 | Harry Potter y el misterio del príncipe            | Hermione Granger        |
| 2010 | Harry Potter y las reliquias de la Muerte: parte 1 | Hermione Granger        |
| 2011 | Harry Potter y las reliquias de la Muerte: parte 2 | Hermione Granger        |
| 2011 | Mi semana con Marilyn                              | Lucy Armstrong          |
| 2012 | The Perks of Being a Wallflower                    | Samantha «Sam» Button   |
| 2013 | The Bling Ring                                     | Nicolette «Nicki» Moore |
| 2013 | This Is the End                                    | Ella misma (cameo)      |
| 2014 | Noé                                                | Ila                     |
| 2015 | Regresión                                          | Ángela Gray             |
| 2016 | Colonia                                            | Lena                    |
| 2017 | La bella y la bestia                               | Bella                   |
| 2017 | El círculo                                         | Mae Holland             |
| 2019 | Mujercitas                                         | Margaret «Meg» March    |

### Televisión
| Año  | Película                                          | Personaje      | Notas                  |
| ---- | ------------------------------------------------- | -------------- | ---------------------- |
| 2007 | Ballet Shoes                                      | Pauline Fossil | Película de televisión |
| 2015 | The Vicar of Dibley                               | Reverenda Iris | 1 episodio             |
| 2022 | Harry Potter 20th Anniversary: Regreso a Hogwarts | Ella misma     | Especial de televisión |

### Vídeos musicales
| Año  | Título                  | Papel | Artista        |
| ---- | ----------------------- | ----- | -------------- |
| 2010 | «Say You Don't Want It» | Lady  | One Night Only |

## Premios y nominaciones
| Año  | Organización                                         | Premio                                                                    | Película                                           | Resultado |
| ---- | ---------------------------------------------------- | ------------------------------------------------------------------------- | -------------------------------------------------- | --------- |
| 2002 | Premios Young Artist                                 | Mejor interpretación juvenil – Protagonista                               | Harry Potter y la piedra filosofal                 | Ganadora  |
| 2002 | Premios Young Artist                                 | Mejor actuación en equipo                                                 | Harry Potter y la piedra filosofal                 | Nominada  |
| 2002 | Phoenix Film Critics Society Awards                  | Mejor interpretación juvenil                                              | Harry Potter y la piedra filosofal                 | Nominada  |
| 2002 | Premios Saturn                                       | Mejor interpretación juvenil                                              | Harry Potter y la piedra filosofal                 | Nominada  |
| 2002 | Premios Empire                                       | Mejor debut (compartido con Rupert Grint y Daniel Radcliffe)              | Harry Potter y la piedra filosofal                 | Nominada  |
| 2002 | Premios American Moviegoer                           | Mejor actriz de reparto                                                   | Harry Potter y la piedra filosofal                 | Nominada  |
| 2003 | Premios Otto                                         | Mejor actriz (color Plata)                                                | Harry Potter y la cámara secreta                   | Ganadora  |
| 2003 | Phoenix Film Critics Society Awards                  | Mejor interpretación juvenil – Femenina                                   | Harry Potter y la cámara secreta                   | Ganadora  |
| 2003 | Phoenix Film Critics Society Awards                  | Mejor interpretación en conjunto                                          | Harry Potter y la cámara secreta                   | Nominados |
| 2004 | Premios Otto                                         | Mejor actriz (color Plata)                                                | Harry Potter y el prisionero de Azkaban            | Ganadora  |
| 2004 | Revista Total Film                                   | Actuación juvenil del año                                                 | Harry Potter y el prisionero de Azkaban            | Ganadora  |
| 2004 | Broadcast Film Critics Association                   | Mejor actriz juvenil                                                      | Harry Potter y el prisionero de Azkaban            | Nominada  |
| 2005 | Premios Otto                                         | Mejor actriz (color Oro)                                                  | Harry Potter y el prisionero de Azkaban            | Ganadora  |
| 2005 | Broadcast Film Critics Association                   | Mejor actriz juvenil                                                      | Harry Potter y el cáliz de fuego                   | Nominada  |
| 2006 | Premios Otto                                         | Mejor actriz (color Bronce)                                               | Harry Potter y el cáliz de fuego                   | Ganadora  |
| 2006 | MTV Movie Awards                                     | Mejor equipo en pantalla                                                  | Harry Potter y el cáliz de fuego                   | Nominada  |
| 2006 | Nickelodeon Kids' Choice Awards, Australia           | Mejor actriz de cine                                                      | Harry Potter y el cáliz de fuego                   | Nominada  |
| 2007 | ITV National Movie Awards                            | Mejor interpretación femenina                                             | Harry Potter y la Orden del Fénix                  | Ganadora  |
| 2007 | Nickelodeon UK Kids' Choice Awards                   | Mejor actriz                                                              | Harry Potter y la Orden del Fénix                  | Ganadora  |
| 2008 | Premios Empire UK                                    | Mejor actriz                                                              | Harry Potter y la Orden del Fénix                  | Nominada  |
| 2008 | Premios Constellation                                | Mejor interpretación femenina                                             | Harry Potter y la Orden del Fénix                  | Ganadora  |
| 2008 | Premios Otto                                         | Mejor actriz (color Oro)                                                  | Harry Potter y la Orden del Fénix                  | Ganadora  |
| 2008 | Premios SyFy Genre                                   | Mejor actriz                                                              | Harry Potter y la Orden del Fénix                  | Ganadora  |
| 2008 | Premios Glamour                                      | Mejor actriz británica                                                    | Ballet Shoes                                       | Nominada  |
| 2009 | Premios Scream                                       | Mejor actriz de fantasía                                                  | Harry Potter y el misterio del príncipe            | Nominada  |
| 2010 | National Movie Awards                                | Actuación del año                                                         | Harry Potter y el misterio del príncipe            | Nominada  |
| 2010 | Premios People's Choice                              | Mejor equipo en pantalla (compartido con Rupert Grint y Daniel Radcliffe) | Harry Potter y el misterio del príncipe            | Nominada  |
| 2010 | MTV Movie Awards                                     | Mejor interpretación femenina                                             | Harry Potter y el misterio del príncipe            | Nominada  |
| 2010 | Teen Choice Awards                                   | Mejor actriz de fantasía                                                  | Harry Potter y el misterio del príncipe            | Nominada  |
| 2011 | Premios People's Choice                              | Mejor Estrella de película debajo de los 25                               | Harry Potter y las reliquias de la Muerte: parte 1 | Nominada  |
| 2011 | Nickelodeon Kids' Choice Awards                      | Mejor actriz de película                                                  | Harry Potter y las reliquias de la Muerte: parte 1 | Nominada  |
| 2011 | Premios Empire                                       | Mejor actriz                                                              | Harry Potter y las reliquias de la Muerte: parte 1 | Nominada  |
| 2011 | National Movie Awards                                | Mejor presentación del año                                                | Harry Potter y las reliquias de la Muerte: parte 1 | Nominada  |
| 2011 | MTV Movie Awards                                     | Mejor presentación femenina                                               | Harry Potter y las reliquias de la Muerte: parte 1 | Nominada  |
| 2011 | MTV Movie Awards                                     | Mejor beso (compartido con Daniel Radcliffe)                              | Harry Potter y las reliquias de la Muerte: parte 1 | Nominados |
| 2011 | MTV Movie Awards                                     | Mejor pelea (compartido con Rupert Grint y Daniel Radcliffe)              | Harry Potter y las reliquias de la Muerte: parte 1 | Nominados |
| 2011 | Teen Choice Awards                                   | Mejor actriz de ciencia ficción/fantasía                                  | Harry Potter y las reliquias de la Muerte: parte 1 | Ganadora  |
| 2011 | Teen Choice Awards                                   | Mejor beso (compartido con Daniel Radcliffe)                              | Harry Potter y las reliquias de la Muerte: parte 1 | Ganadora  |
| 2011 | Teen Choice Awards                                   | Estrella de película de verano – Femenina                                 | Harry Potter y las reliquias de la Muerte: parte 2 | Ganadora  |
| 2011 | Premios Scream                                       | Mejor actriz de fantasía                                                  | Harry Potter y las reliquias de la Muerte: parte 2 | Nominada  |
| 2011 | San Diego Film Critics Society                       | Mejor actuación en equipo                                                 | Harry Potter y las reliquias de la Muerte: parte 2 | Ganadora  |
| 2011 | Washington D. C. Area Film Critics Association Award | Mejor actuación en equipo                                                 | Harry Potter y las reliquias de la Muerte: parte 2 | Nominada  |
| 2011 | Capri, Hollywood International Film Festival         | Mejor elenco                                                              | Mi semana con Marilyn                              | Ganadora  |
| 2012 | Premios People's Choice                              | Mejor Estrella de película debajo de los 25                               | Harry Potter y las reliquias de la Muerte: parte 2 | Nominada  |
| 2012 | Premios People's Choice                              | Mejor elenco de película                                                  | Harry Potter y las reliquias de la Muerte: parte 2 | Ganadores |
| 2012 | Nickelodeon Kids' Choice Awards                      | Mejor actriz de película                                                  | Harry Potter y las reliquias de la Muerte: parte 2 | Nominada  |
| 2012 | Nickelodeon UK Kids' Choice Awards                   | Mejor actriz británica                                                    | Harry Potter y las reliquias de la Muerte: parte 2 | Ganadora  |
| 2012 | Premios Saturn                                       | Mejor actriz de reparto                                                   | Harry Potter y las reliquias de la Muerte: parte 2 | Nominada  |
| 2012 | MTV Movie Awards                                     | Mejor actuación femenina                                                  | Harry Potter y las reliquias de la Muerte: parte 2 | Nominada  |
| 2012 | MTV Movie Awards                                     | Mejor beso (compartido con Rupert Grint)                                  | Harry Potter y las reliquias de la Muerte: parte 2 | Nominada  |
| 2012 | MTV Movie Awards                                     | Mejor elenco                                                              | Harry Potter y las reliquias de la Muerte: parte 2 | Ganadores |
| 2012 | Boston Society of Film Critics                       | Mejor actriz de reparto                                                   | Las ventajas de ser un marginado                   | Nominada  |
| 2012 | San Diego Film Critics Society Award                 | Mejor actriz de reparto                                                   | Las ventajas de ser un marginado                   | Ganadora  |
| 2012 | San Diego Film Critics Society Award                 | Mejor actuación en equipo                                                 | Las ventajas de ser un marginado                   | Ganadora  |
| 2012 | St. Louis Film Critics Awards                        | Mejor actriz de reparto                                                   | Las ventajas de ser un marginado                   | Nominada  |
| 2012 | Phoenix Film Critics Society Awards                  | Mejor actriz de reparto                                                   | Las ventajas de ser un marginado                   | Nominada  |
| 2013 | Premios People's Choice                              | Mejor actriz de película dramática                                        | Las ventajas de ser un marginado                   | Ganadora  |
| 2013 | Nickelodeon UK Kids' Choice Awards                   | Mejor actriz británica                                                    | Las ventajas de ser un marginado                   | Nominada  |
| 2013 | MTV Movie Awards                                     | Trailblazer Award                                                         | Las ventajas de ser un marginado                   | Ganadora  |
| 2014 | Premios People's Choice                              | Mejor actriz de comedia                                                   | This Is the End                                    | Nominada  |
| 2014 | American Comedy Awards                               | Mejor actriz de reparto                                                   | This Is the End                                    | Nominada  |
| 2014 | Teen Choice Awards                                   | Mejor actriz de drama                                                     | Noé                                                | Nominada  |
| 2017 | Premios Júpiter                                      | Mejor actriz internacional                                                | Colonia                                            | Nominada  |